# ライオンハート (映画)
『ライオンハート』（原題：Lionheart）は、1990年のアメリカ映画。ジャン＝クロード・ヴァン・ダム主演のストリートファイトアクション。

## ストーリー
弟が殺されたとの知らせを受けたフランス外人部隊に所属するリヨン・ゴルチェは、残された弟の妻子を守るために上官の制止を振り切って部隊を脱走する。輸送船に乗り込みアメリカに上陸したリヨンは、賭博の対象である地下格闘技で弟の妻子のためのお金を捻出するためにひたすら戦い続ける。

## スタッフ
- 監督：シェルドン・レティック
- 製作：アッシュ・R・シャー、エリック・カーソン
- 製作総指揮：スンディップ・R・シャー
- 脚本：ジャン＝クロード・ヴァン・ダム、シェルドン・レティック
- 原案：ジャン＝クロード・ヴァン・ダム
- 撮影：ロバート・ニュー
- 美術：グレゴリー・ピッカレル
- 音楽：ジョン・スコット
- 編集：マーク・コンテ

## キャスト
| 役名                 | 俳優                           | 日本語吹替 | 日本語吹替                                                                       | 日本語吹替 |
| 役名                 | 俳優                           | ソフト版   | テレビ東京版                                                                     |            |
| -------------------- | ------------------------------ | ---------- | -------------------------------------------------------------------------------- | ---------- |
| リヨン・ゴルチェ     | ジャン＝クロード・ヴァン・ダム | 大塚芳忠   | 曽我部和恭                                                                       |            |
| ジョシュア           | ハリソン・ペイジ               | 吉水慶     | 富山敬                                                                           |            |
| シンシア             | デボラ・レナード               | 沢田敏子   | 吉田理保子                                                                       |            |
| ヘレン・ゴルチェ     | リサ・ペリカン                 | 佐々木優子 | 土井美加                                                                         |            |
| ハルトフ軍曹         | ヴォジョ・ゴリック             | 千田光男   | 宝亀克寿                                                                         |            |
| ムスタファ           | ミッシェル・クィシ             | 小室正幸   | 大滝進矢                                                                         |            |
| ラッセル             | ブライアン・トンプソン         | 秋元羊介   | 金尾哲夫                                                                         |            |
| ニコール・ゴルチェ   | アシュレイ・ジョンソン         | 矢島晶子   | 矢島晶子                                                                         |            |
| フランソア・ゴルチェ | アッシュ・アダムス             | 中田和宏   | 星野充昭                                                                         |            |
| 副官                 | ジョージ・マクダニエル         | 麦人       | 筈見純                                                                           |            |
| 医師                 | エリック・カールソン           | 小島敏彦   | 土師孝也                                                                         |            |
| その他               | N/A                            |            | 岸野一彦 笹岡繁蔵 水野龍司 荒川太朗 桜井敏治 小形満 沢海陽子 三木眞一郎 鈴木祐子 |            |
| 日本語版スタッフ     |                                |            |                                                                                  |            |
| 演出                 | 演出                           |            | 清水勝則                                                                         |            |
| 翻訳                 | 翻訳                           |            | 熊谷國雄                                                                         |            |
| 調整                 | 調整                           |            | 時田紀一                                                                         |            |
| 効果                 | 効果                           |            | 南部満治                                                                         |            |
| 製作                 | 製作                           |            | ザック・プロモーション                                                           |            |
| 初回放送             | 初回放送                       |            | 1993年7月22日 『木曜洋画劇場』                                                   |            |

## 備考
- 冒頭の外人部隊の兵隊役にビリー・ブランクスが出演している。